# Ascogaster bidentula
Ascogaster bidentula är en stekelart som beskrevs av Wesmael 1835. Ascogaster bidentula ingår i släktet Ascogaster och familjen bracksteklar. Arten är reproducerande i Sverige. Inga underarter finns listade.